# Rio de Peixe (mina)
Rio de Peixe é uma mina de ouro situada em Nova Lima, Minas Gerais, Brasil, e explorada pela mineradora sul-africana AngloGold Ashanti.